# Capacidade vital
A capacidade vital (CV) é a quantidade máxima de ar que uma pessoa pode inalar após uma expiração máxima. É igual à soma do volume de reserva inspiratório, volume corrente e volume de reserva expiratório. É aproximadamente igual à Capacidade Vital Forçada (CVF).
A capacidade vital de uma pessoa pode ser medida por um espirômetro úmido ou regular. Em combinação com outras medidas fisiológicas, a capacidade vital pode ajudar a fazer um diagnóstico de doença pulmonar subjacente. Além disso, a capacidade vital é usada para determinar a gravidade do envolvimento dos músculos respiratórios na doença neuromuscular e pode orientar as decisões de tratamento na síndrome de Guillain-Barré e na crise miastênica. 
Um adulto normal tem uma capacidade vital entre 3 e 5 litros. A capacidade vital de um ser humano depende da idade, sexo, altura, massa e possivelmente etnia. No entanto, a dependência da etnia é pouco compreendida ou definida, pois foi estabelecida pela primeira vez ao estudar os escravos negros no século 19 e pode ser o resultado da confusão com fatores ambientais.
Os volumes pulmonares e as capacidades pulmonares referem-se ao volume de ar associado às diferentes fases do ciclo respiratório. Os volumes pulmonares são medidos diretamente, enquanto as capacidades pulmonares são inferidas a partir dos volumes.

## Papel nos diagnósticos
A capacidade vital pode ser usada para ajudar a diferenciar as causas da doença pulmonar. Na doença pulmonar restritiva, a capacidade vital está diminuída. Na doença pulmonar obstrutiva, geralmente é normal ou apenas ligeiramente diminuída. 

## Capacidades vitais estimadas
| Altura                 | 150–155 cm (4'11"–5'1") | 155–160 cm (5'1"–5'3") | 160–165 cm (5'3"–5'5") | 165–170 cm (5'5"–5'7") | 170–175 cm (5'7"–5'9") | 175–180 cm (5'9"–5'11) |
| Capacidade vital (cm3) | 2900                    | 3150                   | 3400                   | 3720                   | 3950                   | 4300                   |

| Idade                  | 15–25 | 25–35 | 35–45 | 45–55 | 55–65 |
| Capacidade vital (cm3) | 3425  | 3500  | 3225  | 3050  | 2850  |

### Fórmulas
A capacidade vital aumenta com a altura e diminui com a idade. As fórmulas para estimar a capacidade vital são:
{\displaystyle {\begin{aligned}cv_{mulher}=(21.78-0.101a)\cdot h\\cv_{homem}=(27.63-0.112a)\cdot h\\\end{aligned}}}
Onde {\displaystyle cv} é a capacidade vital aproximada em cm3, {\displaystyle a} é a idade em anos e {\displaystyle h} é a altura em cm.